# 소문난 님과 함께
《소문난 님과 함께》는 2021년 대한민국의 MBN에서 방송된 텔레비전 예능 프로그램이다.

## 기획 의도
행복한 님, 좌절한 님, 대한민국 수많은 인생 선생'님'을 찾아 떠나는 전국 로드 버라이어티 프로그램이다.

## 방송 일정
| 방송 채널 | 방송 기간                         | 방송 시간                       | 비고 |
| --------- | --------------------------------- | ------------------------------- | ---- |
| MBN       | 2021년 3월 17일 ~ 2021년 5월 26일 | 매주 수요일 밤 11시 ~ 12시 50분 |      |

## 출연진
- 남진
- 김준호
- 장영란